# Villabona (pera)
Villabona, es el nombre de una variedad cultivar de pera europea Pyrus communis. Esta pera está cultivada en la colección de la Estación Experimental Aula Dei (Zaragoza). Esta pera también está cultivada en diversos viveros entre ellos algunos dedicados a conservación de árboles frutales en peligro de desaparición. Esta pera variedad muy antigua es originaria de España, en Villabona (comunidad autónoma de País Vasco), y tuvo su mejor época de cultivo comercial antes de la década de 1960, y actualmente en menor medida aún se encuentra.

## Sinonimia
- "de Villabona".[1]

## Historia
En España 'de Villabona' está considerada incluida en las variedades locales autóctonas muy antiguas, cuyo cultivo se centraba en comarcas muy definidas. Se caracterizaban por su buena adaptación a sus ecosistemas y podrían tener interés genético en virtud de su adaptación. Se encontraban diseminadas por todas las regiones fruteras españolas, aunque eran especialmente frecuentes en la España húmeda. Estas se podían clasificar en dos subgrupos: de mesa y de cocina (aunque algunas tenían aptitud mixta).
'de Villabona' es una variedad clasificada como de mesa, se utiliza también en la cocina, difundido su cultivo en el pasado por los viveros comerciales y cuyo cultivo en la actualidad se ha reducido a huertos familiares y jardines privados.

## Características
El peral de la variedad 'de Villabona' tiene un vigor medio; florece a finales de abril; tubo del cáliz en embudo con conducto largo, sumamente estrecho, restos de estambres con filamentos muy finos y rizados.
La variedad de pera 'de Villabona' tiene un fruto de tamaño mediano a grande; forma piriforme alargada o piriforme truncada, cuello largo y poco marcado o más corto y más acentuado, asimétrica, contorno irregularmente redondeado; piel casi lisa, seca, poco brillante; con color de fondo verde amarillento o amarillo pajizo con ligera chapa suavemente sonrosada, presenta un punteado abundante, bastante marcado de ruginoso-"russeting", "russeting" (pardeamiento áspero superficial que presentan algunas variedades) medio; pedúnculo de longitud y grosor medios, leñoso, apenas engrosado en su extremo y ligeramente carnoso en la base, recto, implantado ligeramente oblicuo, a veces como prolongación del fruto, cavidad peduncular nula o casi superficial, mamelonada; anchura de la cavidad calicina mediana, casi superficial o poco profunda, borde suavemente ondulado; ojo mediano, abierto. Sépalos ovales, lanosos, extendidos.
Carne de color blanco; textura fina, mantecosa y a la vez ligeramente granulosa, poco jugosa; sabor dulce, aromático, bueno; corazón mediano, estrecho, fusiforme. Eje amplio, abierto, generalmente en comunicación con una o varias celdillas. Celdillas elíptico-alargadas, de tamaño variable. Semillas largas y estrechas, espolonadas, color castaño oscuro con salientes casi negros.
La pera 'de Villabona' tiene una maduración en invierno(en E. E. Aula Dei de Zaragoza). Aguanta en buenas condiciones un mes de almacenamiento en un ambiente refrigerado. Se usa como pera de mesa fresca, y en cocina.